# Charles Mickle
Pour les articles homonymes, voir Mickle.
Charles Julius Mickle (22 juillet 1849-10 novembre 1919) est un avocat et homme politique canadien du Manitoba. Il est député provincial libéral de la circonscription manitobaine de Birtle (en) de 1888 à 1909. Il est ministre pendant trois ans et sert à deux reprises comme chef du Parti libéral du Manitoba.

## Biographie
Né dans le Stratford dans le Canada-Ouest, Mickle apprend le métier d'avocat et est admis au barreau de l'Ontario en 1872. Il pratique en Ontario pendant une dizaine d'années avant de s'établir au Manitoba.
Élu à l'Assemblée législative du Manitoba en 1888, il est supporteur du gouvernement du premier ministre Thomas Greenway. Il est réélu en 1892 et par acclamation en 1896,.
En novembre 1896, il entre dans le cabinet Greenway au poste de secrétaire provincial (en). Il conserve cette position jusqu'à la démission de Greenway en janvier 1900.
Réélu en 1899, il survit à la débâcle libérale de 1903. Mickle devient chef du parti en 1904. Servant de facto en tant que chef jusqu'en mars 1906, moment où la convention du parti choisit par acclamation Edward Brown (en).
Vu l'empêchement de Brown d'être élu à un poste de député, Mickle redevient chef du parti en janvier 1908.
Mickle quitte la politique en 1909 après avoir été nommé juge.